# Moria (Śródziemie)
Moria (khuzd. Khazad-dûm) – podziemne miasto ze stworzonej przez J.R.R. Tolkiena mitologii Śródziemia, najstarsza i największa z krasnoludzkich siedzib Śródziemia.

## Etymologia nazwy
Oryginalna nazwa Morii – Khazad-dûm – oznacza „sale krasnoludów”, w ich języku zwanym khuzdul. Jej odpowiedniki w innych językach Śródziemia, to:
- Casarrondo (quenya)
- Hadhodrond (sindarin)
- Phurunargian (org. westron)
- Dwarrowdelf (tłum. westron)

Od czasu opuszczenia miasta w Trzeciej Erze upowszechniło się jego sindarińskie miano Moria (czarna otchłań).

## Geografia
Miasto znajdowało się w podziemiach Gór Mglistych nieco na północ od Lothlórien. Górowały nad nim i z daleka znaczyły jego położenie trzy szczyty: Celebdil, Fanuidhol i Caradhras. Pod Caradhrasem przebiegała Przełęcz Czerwonego Rogu, jedna z dwóch znanych naziemnych przepraw przez góry. Z obu ich ścian brały swoje źródło rzeki: po stronie zachodniej Sirannon, a po wschodniej Celebrant, zasilający położone poniżej i otaczane szacunkiem przez krasnoludów Jezioro Zwierciadlane. Po obu stronach gór Khazad-dûm graniczyło z siedzibami elfów. Znacznie żywsze okazały się kontakty jego mieszkańców z leżącym na zachodzie Eregionem niż położonym na wschodzie Lórien.
Same podziemia podzielone były na połączone ze sobą ciągami schodów poziomy oraz sale. Jeszcze głębiej znajdowała się sieć jaskiń, których istnienia nie byli świadomi sami krasnoludowie.

### Azanulbizar
Dolina zwana w języku khuzdûl Azanulbizar, a po sindarińsku Nanduhirion, położona była u wschodnich bram Morii.
Na jej terenie znajdowało się źródło Srebrnej Żyły i jezioro Kheled-Zâram. Tam też rozegrała się w 2799 roku Trzeciej Ery wielka bitwa krasnoludów z orkami, największa i zarazem ostatnia w ciągu ich wojen.

### Wieża Durina
Krasnoludowie z Khazad-dûmu wykuli ją w skale, na samym wierzchołku góry Celebdil. Z ich podziemną siedzibą wieżę łączyły tzw. Nieskończone Schody. Przetrwała ona wiele wieków, aż do czasów Wojny o Pierścień. Wówczas wieża została zniszczona w trakcie Bitwy na Szczycie – pojedynku między Gandalfem a Balrogiem.
Budowla ta nosiła swą nazwę na pamiątkę Durina I Nieśmiertelnego lub jednego z jego następców o tym samym imieniu.

## Historia

### Przed Trzecią Erą
Historia Morii sięga Lat Dwóch Drzew. Wtedy to jeden z praojców krasnoludów, Durin Nieśmiertelny, natrafił na górskie jezioro, w którego toni ujrzał dookoła swojego odbicia koronę; ochrzcił je mianem Jeziora Zwierciadlanego i obrał to miejsce na siedzibę swojego rodu. Khazad-dûm okazał się zasobny w klejnoty i złoża metali, ale największym jego skarbem był podobny z wyglądu do srebra mithril. Początkowo miasto było otwarte jedynie na wschodnią stronę gór, a tutejsi krasnoludowie prowadzili handel głównie z pobratymcami ze wschodu i północy. Dopiero na przełomie pierwszego i drugiego tysiąclecia Drugiej Ery Ñoldorowie poprowadzili stały szlak do miasta z Eregionu, a krasnoludowie wykuli w ścianie gór Zachodnią Bramę, stworzoną z pomocą elfów i najczęściej szeroko otwartą na znak gościnności.
Do rozwoju Khazad-dûm przyczynili się także mieszkańcy zniszczonych podczas upadku Beleriandu starych krasnoludzkich twierdz Belegost i Nogrod w Górach Błękitnych, zasilający populację miasta w początkach Drugiej Ery.
W 1695 roku Drugiej Ery Celebrimbor, twórca Pierścieni Władzy, ukrył swoje dzieła przed Sauronem, wywołując tym samym wojnę pomiędzy Ñoldorami a Władcą Pierścieni. Konflikt zakończył się śmiercią Celebrimbora i zrujnowaniem Eregionu, a sam Sauron wszedł w posiadanie (obok dziewięciu pierścieni ludzi) siedmiu pierścieni krasnoludów, które pod koniec drugiego tysiąclecia Drugiej Ery ofiarował ojcom wszystkich krasnoludzkich rodów. Według wierzeń krasnoludów Durin III, władca Khazad-dûm wspierający elfów podczas wojny, otrzymał jednak swój pierścień nie za pośrednictwem Saurona, a bezpośrednio od kowali elfów (jakkolwiek nadal podlegał on jego złym wpływom). Bramy samego miasta zostały w porę zamknięte przed armiami Mordoru i nie ucierpiało ono podczas konfliktu.
Podczas wojny Ostatniego Sojuszu krasnoludowie z Morii pod przywództwem króla Durina IV walczyli po stronie elfów i ludzi z Númenoru.

### Trzecia Era
W Trzeciej Erze populacja miasta nadal była znaczna, jakkolwiek nieustannie malała. Oprócz tego mieszkańcy w poszukiwaniu mithrilu drążyli ziemię coraz głębiej – na własną zgubę. W 1980 roku Trzeciej Ery wyzwolili przyczajonego od końca Pierwszej Ery pod korzeniami Caradhrasu Balroga. Valarauko zabił króla Durina VI (odtąd krasnoludowie wspominali o nim jako o Zgubie Durina) oraz jego syna Náina I i po trwającej rok wojnie przepędził wszystkich mieszkańców miasta. Pierścień władców Khazad-dûm ocalał jednak i pozostał w posiadaniu potomków królewskiej linii na wygnaniu. W ciągu następnych stuleci spustoszona Moria została zamieszkana przez orków, trolle i inne siły z czeluści świata.
W zbiorniku wodnym utworzonym przez zatamowane wody Sirannonu osiedlił się także strzegący Zachodniej Bramy Czatownik. Obie te inwazje, jak również wcześniejsze przebudzenie Balroga, przypisywano woli powracającego do potęgi Saurona.
Nieszczęścia prześladowały krasnoludów także poza Morią i w 2790 roku Trzeciej Ery Thrór, spadkobierca linii Durina, oddawszy uprzednio swój pierścień synowi, wkroczył samotnie do miasta. Thrór został zabity przez przywódcę goblinów zamieszkujących podziemia, lecz wieść o śmierci spadkobiercy rodu Durina wywołała płomień zemsty wśród jego pobratymców. W 2799 roku Trzeciej Ery, po trzech latach zbrojeń i sześciu latach zaciętej wojny, krasnoludowie zgromadziwszy wielkie siły stanęli do ostatecznej bitwy z goblinami w rozciągającej się przed Wschodnią Bramą Morii dolinie Azanulbizar. Armię goblinów kosztem wielkich strat zniszczono, ale krasnoludom brakowało sił, aby utrzymać w swoich rękach starą siedzibę. Przed zajęciem miasta wstrzymywała ich także ciągła obecność Balroga.
Zostawione w spokoju gobliny ponownie się rozrastały. Większość z nich wyginęła w 2941 roku podczas Bitwy Pięciu Armii, pomimo tego zdołali jednak wyprzeć krasnoludów pół wieku później, gdy w 2989 roku do Morii przybył Balin i założył tam kolonię. Gobliny wycofały się wówczas do głębszych jaskiń, ale po pięciu latach przypuściły atak i zabiły wszystkich krasnoludów, odcinając im wpierw obie drogi ucieczki z miasta.

#### Drużyna Pierścienia w Morii
W 3019 roku do miasta wkroczyła od zachodu Drużyna Pierścienia. Przy zachodniej ścianie wędrowcy zaatakowani zostali przez Czatownika, w wyniku czego zrujnowana została Zachodnia Brama Morii. Po niezakłóconej przez następne dwa dni przeprawie we wschodnich rejonach kopalni Drużynę zaatakowali orkowie wraz ze Zgubą Durina. Gandalf ocalił towarzyszy, lecz sam spadł za Balrogiem z Mostu Khazad-dûm, wąskiej przeprawy nad przepaścią zabezpieczającą miasto przed napaścią ze wschodu. Reszta Drużyny uciekła do lasu Lórien, gdzie ścigające ich gobliny zostały wybite przez elfów.

### Czwarta Era
Istnieje kilka wskazówek sugerujących, że za czasów Durina VII krasnoludowie opuścili Erebor i pomimo zniszczeń zasiedlili Morię w Czwartej Erze. Jedną z nich może być fakt, iż na miejscu zburzonej (...) bramy w Minas Tirith krasnoludowie wykuli nową, z mithrilu i stali, podczas gdy o mithrilu zostało powiedziane, że znaleźć go można na całym świecie tylko w Morii.

## Nawiązania

### Khazad-dûm u Nika Pierumowa
Według Pierumowa (który w cyklu Pierścień mroku opisał Śródziemie trzysta lat po Wojnie o Pierścień) w Morii mieszkali krasnoludowie jeszcze przez 270 lat, aż przypadkiem obudzili drzemiących w posadach gór Pożeraczy Skał oraz Mrok. Po tym próbowali odzyskać kopalnie, jednak z mizernym skutkiem.

### Gry komputerowe
W grze komputerowej Władca Pierścieni: Bitwa o Śródziemie, Moria jest jedną z lokacji. W związku z tym jednostkami w grze są  gobliny, trolle i balrogowie.